# Аксёнова, Лариса Михайловна
Лариса Михайловна Аксёнова (род. 31 октября 1945, Винница) — советский учёный в области технологии хлебопекарных, макаронных и кондитерских продуктов, директор НИИ кондитерской промышленности, академик РАСХН (2003), академик РАН (2013).

## Биография
Родилась 31 октября 1945 года в Виннице.
В 1968 году — окончила Московский технологический институт пищевой промышленности.
С 1968 года по настоящее[какое?] время работает в НИИ кондитерской промышленности, пройдя путь от инженера до директора (с 1996 года).
В 1996 году защитила докторскую диссертацию.
В 2003 году избрана академиком РАСХН.
В 2013 году — академик РАН (в рамках присоединения РАСХН к РАН).

## Научная деятельность
Видный ученый в области технологии хлебопекарных, макаронных и кондитерских продуктов.
Координатор фундаментальных и прикладных исследований по разработке современных ресурсосберегающих инновационных технологий хранения и комплексной переработки сельскохозяйственного сырья и производства экологически безопасных продуктов питания общего и специального назначения.
Соавтор около 220 научных работ, из них: 15 книг и брошюр, 73 изобретения.
Вице-президент Ассоциации производителей кондитерских изделий «АСКОНД» и руководитель ТК 149 Кондитерские изделия Росстандарта.
Руководитель программы стандартизации производства кондитерских изделий, а также программы дополнительного профессионального образования специалистов кондитерской отрасли.

## Избранные труды
- Технология мучных кондитерских изделий / соавт.: Т. С. Бернштейн, М. А. Талейсник. — М.: Агропромиздат, 1986. — 224 с.
- Приоритеты развития науки и научного обеспечения в пищевых отраслях АПК / соавт.: А. Н. Богатырев и др. — М.: Пищ. пром-сть, 1995. — 175 с.
- Система научного и инженерного обеспечения пищевых и перерабатывающих отраслей АПК России / соавт.: А. Н. Богатырев и др. — М.: Пищ. пром-сть, 1996. — 445 с.
- Система технологий и оборудования для кондитерской промышленности / соавт.: Т. В. Быстрова и др. — М.: Тип. Мытищи, 1997. — 512 с.
- Безопасность России. Правовые, социально-экономические и научно-технические аспекты / соавт.: А. В. Гордеев и др. — М.: МГФ «Знание», 2001. — 463 с.
- Развитие технологических систем кондитерской промышленности. Кн. 1. Мучные кондитерские изделия. — М.: Пищепромиздат, 2003. — 302 с.
- Технология кондитерских изделий : учеб. для студентов вузов, обучающихся по спец. 260202 «Технология хлеба, кондитерских и макаронных изделий» направления подгот. дипломир. специалиста 260200 «Пр-во продуктов питания из растительного сырья» / соавт.: А. Я. Олейникова, Г. О. Магомедов. — СПб.: Изд-во РАПП, 2010. — 669 с.

## Награды
- Орден Почёта (Россия) (2001)
- Медаль «В память 850-летия Москвы» (1998)
- лауреат премии Правительства Российской Федерации 2003 года в области науки и техники[1]
- Заслуженный работник пищевой индустрии Российской Федерации (2017)[2]
- Почётная грамота Президента Российской Федерации (5 февраля 2024 года) — за заслуги в развитии отечественной науки, многолетнюю плодотворную деятельность и в связи с 300-летием со дня основания Российской академии наук[3]
- 8 медалей ВДНХ
- Лауреат премии «За изобилие и процветание»